# 広域飯能斎場組合
広域飯能斎場組合（こういきはんのうさいじょうくみあい）は、埼玉県飯能市、狭山市及び日高市の3市が設立している一部事務組合。消防業務（飯能市・日高市）と共に『埼玉西部広域事務組合』を構成していたが、2013年（平成25年）4月、消防広域化により埼玉西部消防組合を設立したことに伴い、組合事務が斎場業務のみとなり組合名を変更した。

## 概要

### 事務所
- 埼玉県飯能市飯能948番地3

### 主な事務内容
- 火葬場・葬祭場の設置・維持管理事務 - 広域飯能斎場

### 組織
- 組合議会
  - 議員定数：8人（飯能市：3人、狭山市：3人、日高市：2人）
- 組合執行機関
  - 管理者：1人（組合市の長の協議により組合市の長のうちから定める）
  - 副管理者：2人（組合市の長の協議により組合市の長のうちから定める）
  - 会計管理者：1人（管理者が任免）
  - 監査委員：2人

## 常備消防事務（廃止済み）

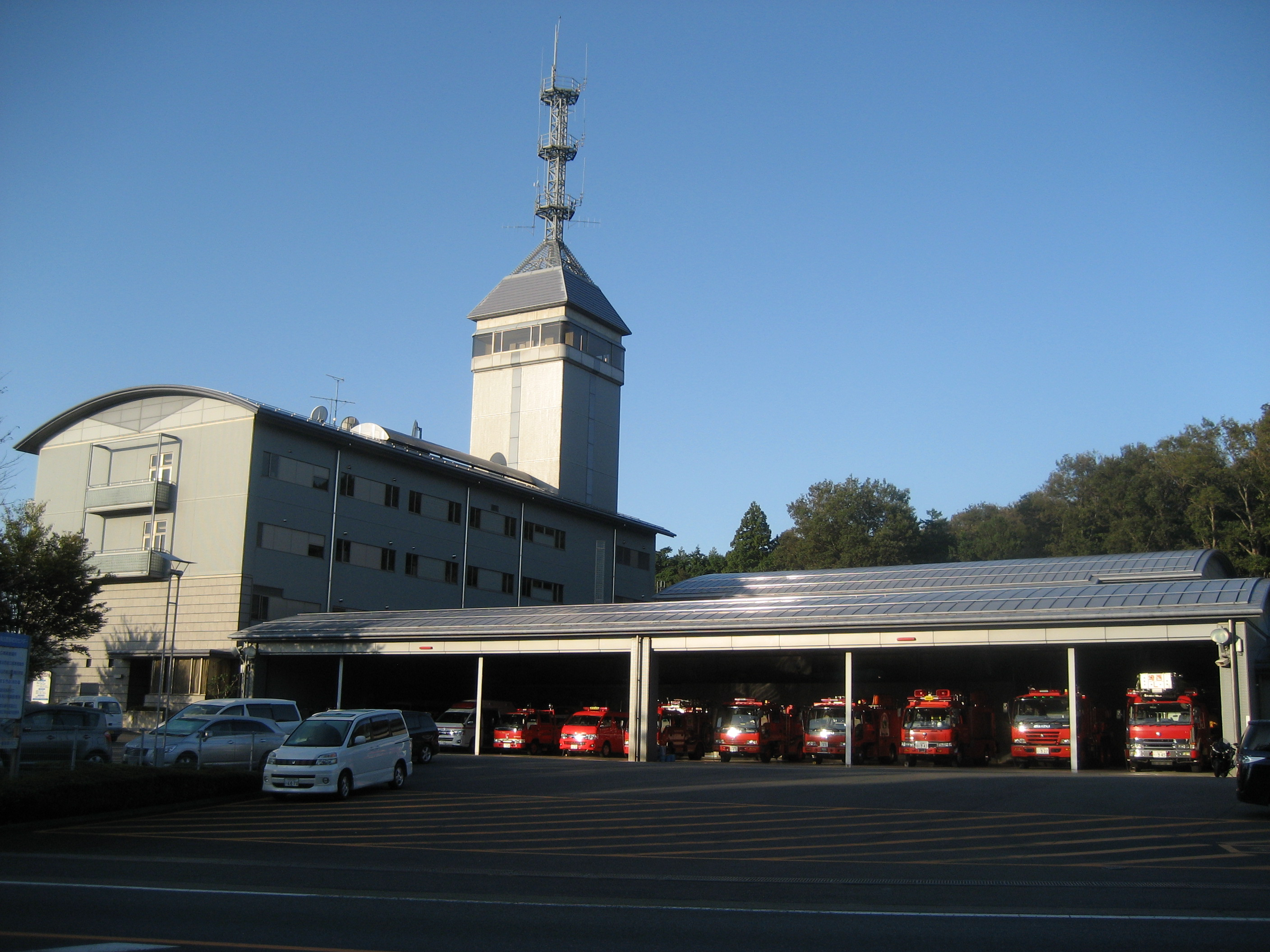
埼玉西部広域消防本部・消防署庁舎

### 概要
- 消防本部：飯能市大字小久保291
- 消防本部名称：埼玉西部広域消防本部
- 管内面積：240.66km2
- 職員定数：203人
- 消防署1カ所、分署5カ所
- 主力機械（2007年4月1日現在）
  - 普通消防ポンプ自動車：6
  - 水槽付消防ポンプ自動車：2
  - はしご付消防自動車：2
  - 化学消防自動車：2
  - 救急自動車：7
  - 救助工作車：1
  - 指令車：2
  - 指揮車：1
  - 査察車：1
  - 積載車：1
  - 連絡車：9
  - マイクロバス：1
  - 作業車：1

### 沿革
前身である飯能市消防本部・日高町消防本部・日高市消防本部も含めて記載する。

なお、入間郡名栗村は常備消防未設置の自治体であった。

#### 飯能市消防本部
- 1959年（昭和34年）10月 - 飯能市消防本部・飯能市消防署を開設。
- 1967年（昭和42年）6月 - 消防本部・消防署を現在の稲荷分署の位置に移転。
- 1968年（昭和43年）4月 - 救急車を消防署に配備し、救急業務を開始。
- 1987年（昭和62年）2月 - 救助工作車を消防署に配備。
- 1991年（平成3年）10月 - はしご付消防自動車を消防署に配備。
- 1993年（平成5年）12月 - 高規格救急車を消防署に配備。

#### 日高町消防本部・日高市消防本部
- 1976年（昭和51年）
  - 1月 - 日高町消防本部を開設。
  - 10月 - 消防本部を現在の日高分署の位置に移転。日高町消防署を設置し、消防・救急業務を開始。
- 1980年（昭和55年）2月 - はしご付消防自動車を消防署に配備。
- 1991年（平成3年）10月 - 市制施行。日高市消防本部・日高市消防署に改称。
- 1995年（平成7年）1月 - 高規格救急車を消防署に配備。

#### 埼玉西部広域事務組合発足後
- 1996年（平成8年）4月 - 飯能市・日高市・入間郡名栗村の消防事務を埼玉西部広域事務組合に移管。埼玉西部広域消防本部が2署（飯能消防署・日高消防署）1分署（稲荷分署）体制で発足。
- 2000年（平成12年）4月 - 名栗分署を開設。
- 2002年（平成14年）4月 - 高萩分署・吾野分署を開設。
- 2005年（平成17年）1月 - 名栗村が飯能市へ編入合併。
- 2007年（平成19年）4月 - 飯能消防署を埼玉西部消防署に改称。日高消防署を日高分署に変更。
- 2013年（平成25年）4月 - 消防広域化に伴い埼玉西部消防組合が発足、消防事務を移管。

### 組織
- 本部－庶務課、予防課、警防課、指令課
- 消防署

### 消防署
| 消防署         | 住所                | 分署 |
| -------------- | ------------------- | --- |
| 埼玉西部消防署 | 飯能市大字小久保291 | 稲荷：飯能市稲荷町1-1 名栗：飯能市大字下名栗846-2 吾野：飯能市大字坂石283-1 日高：日高市大字猿田57 高萩：日高市大字高萩1007-1 |

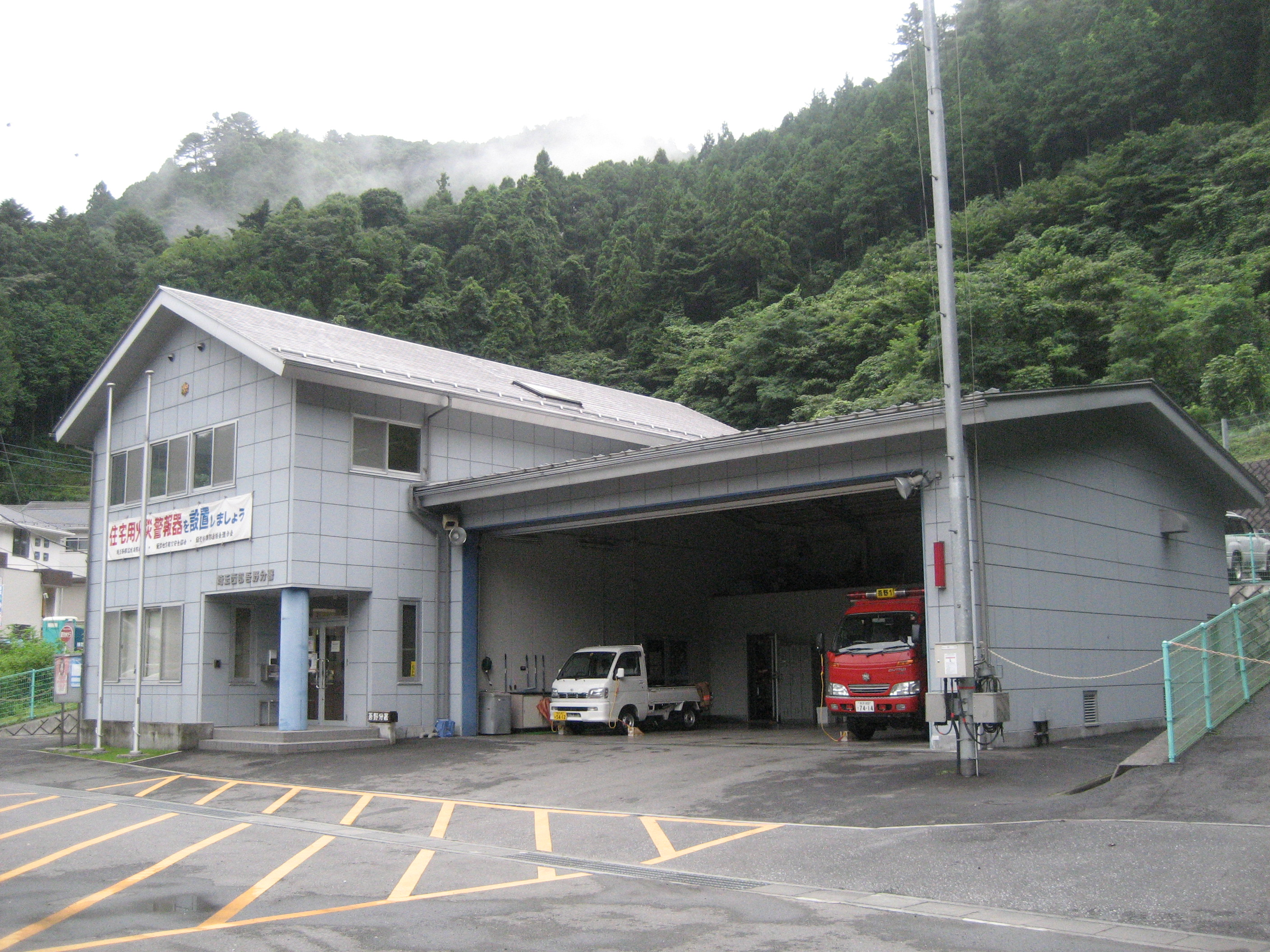
吾野分署
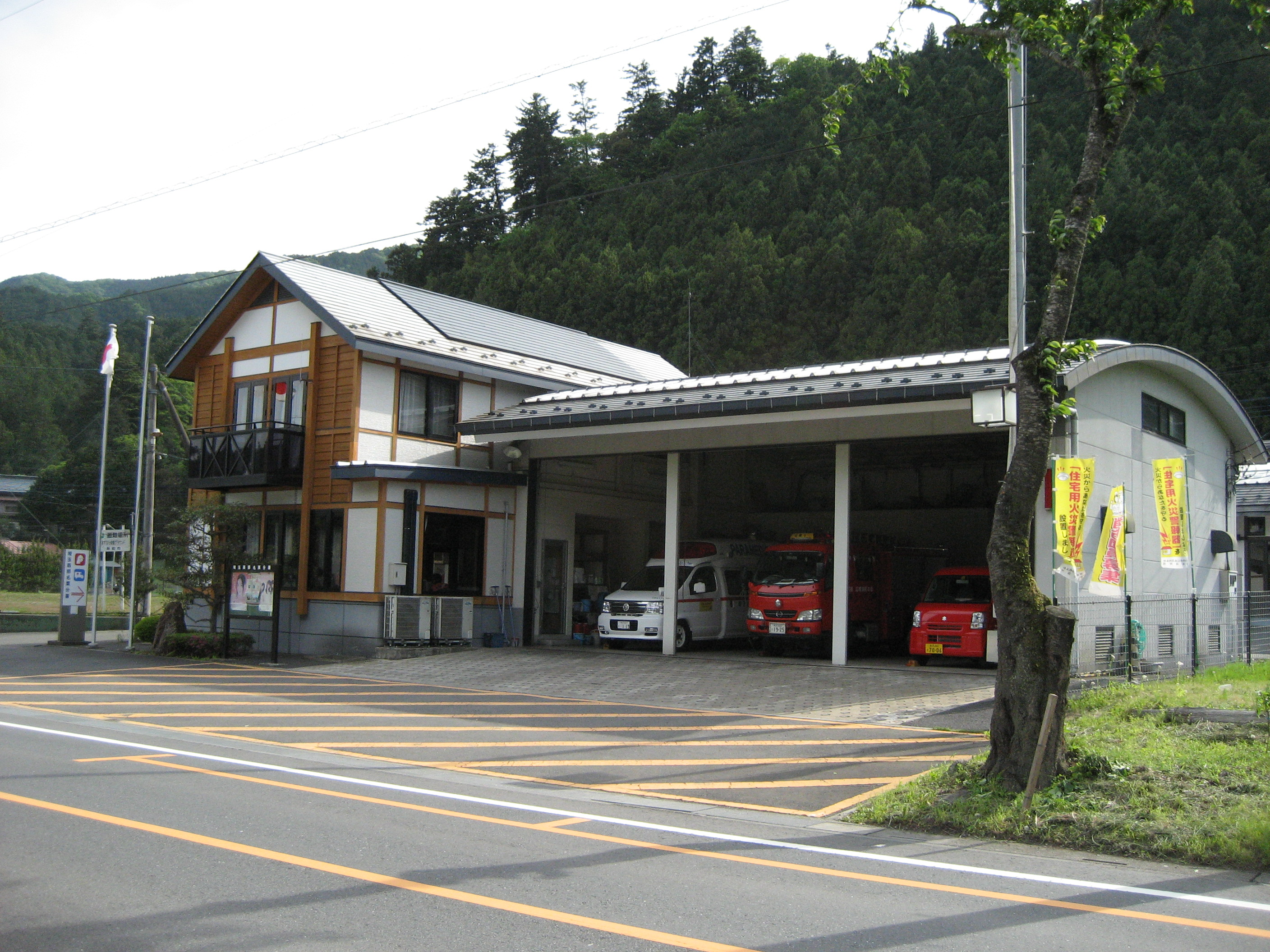
名栗分署
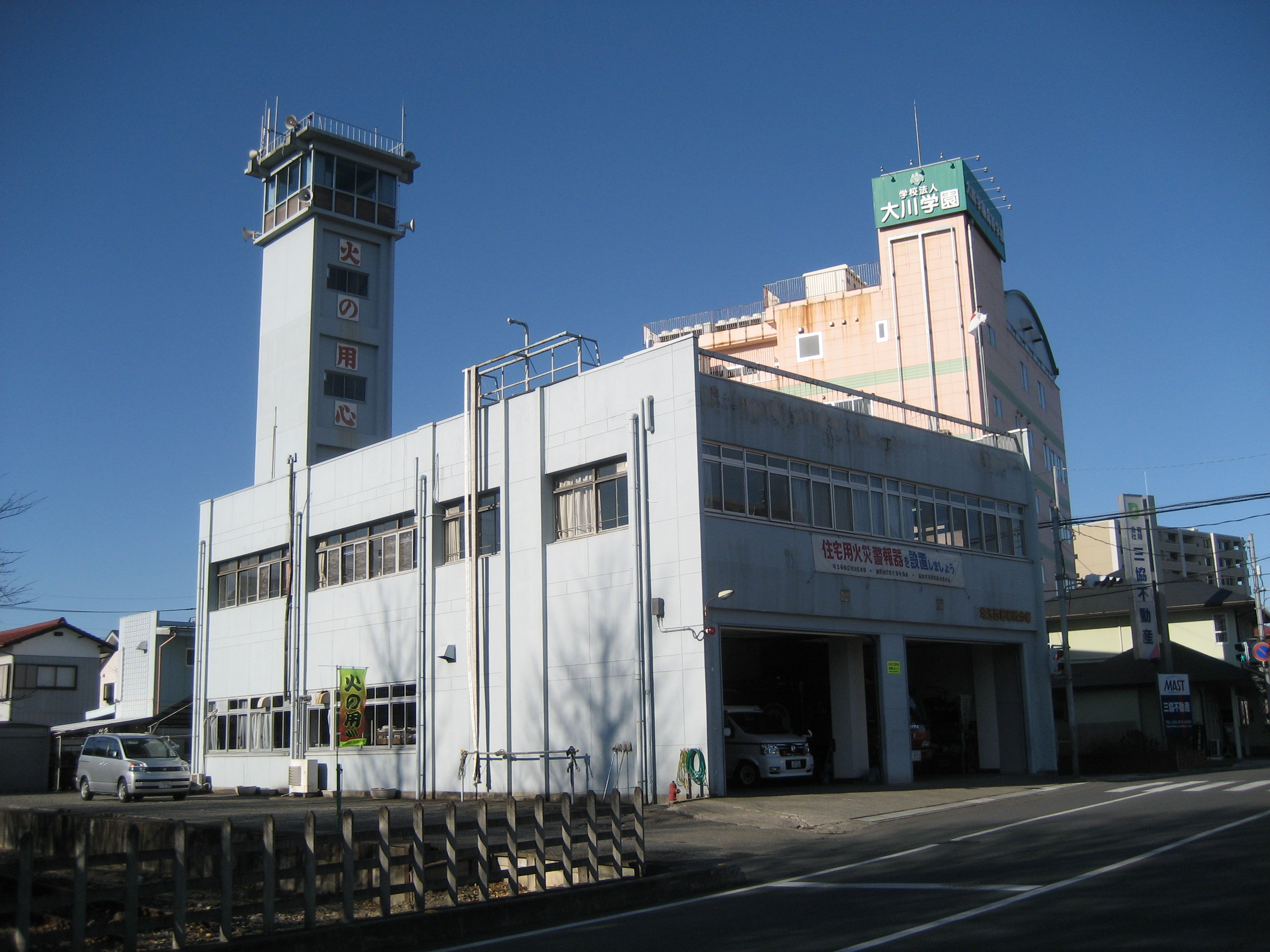
稲荷分署
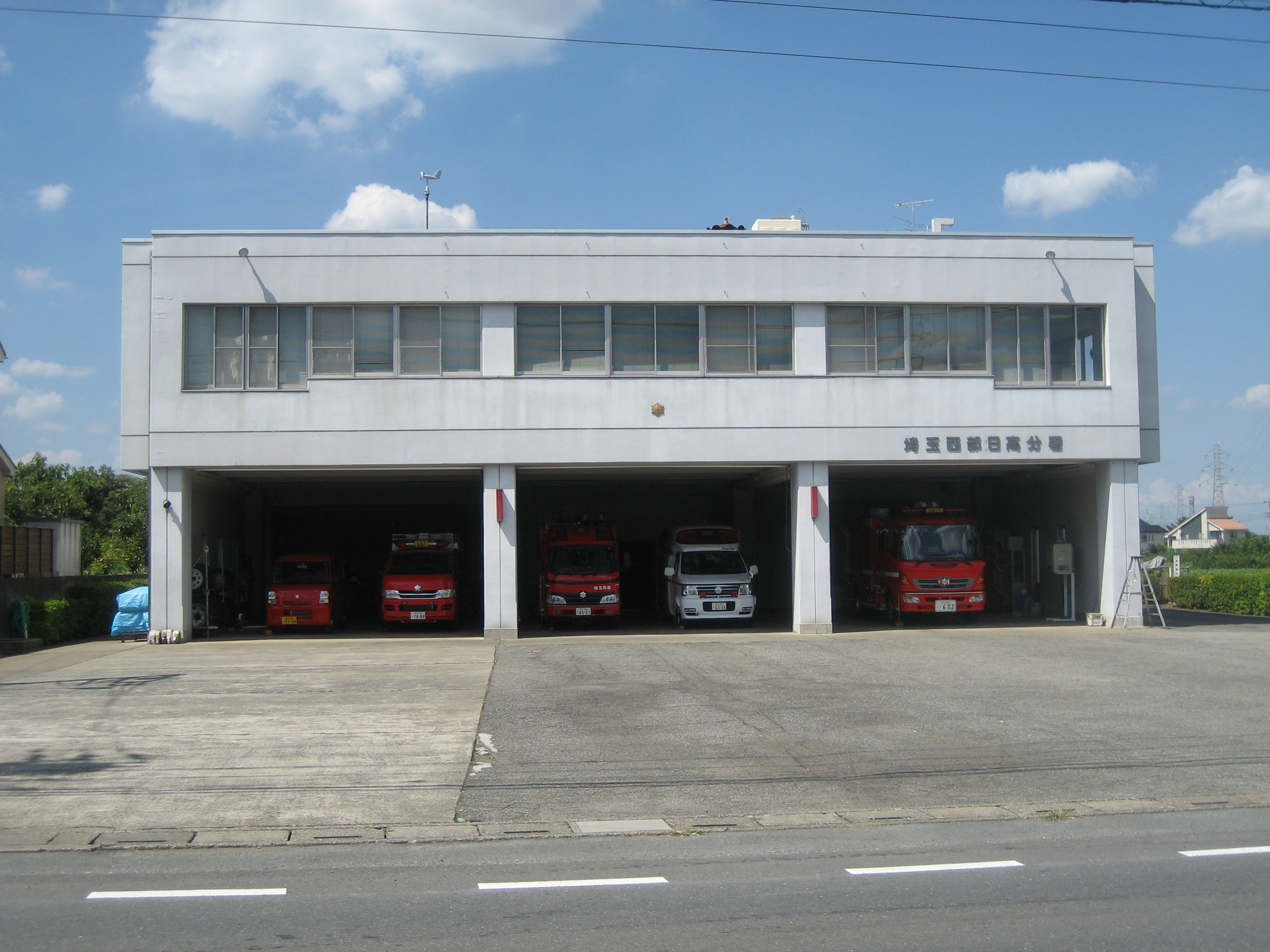
日高分署
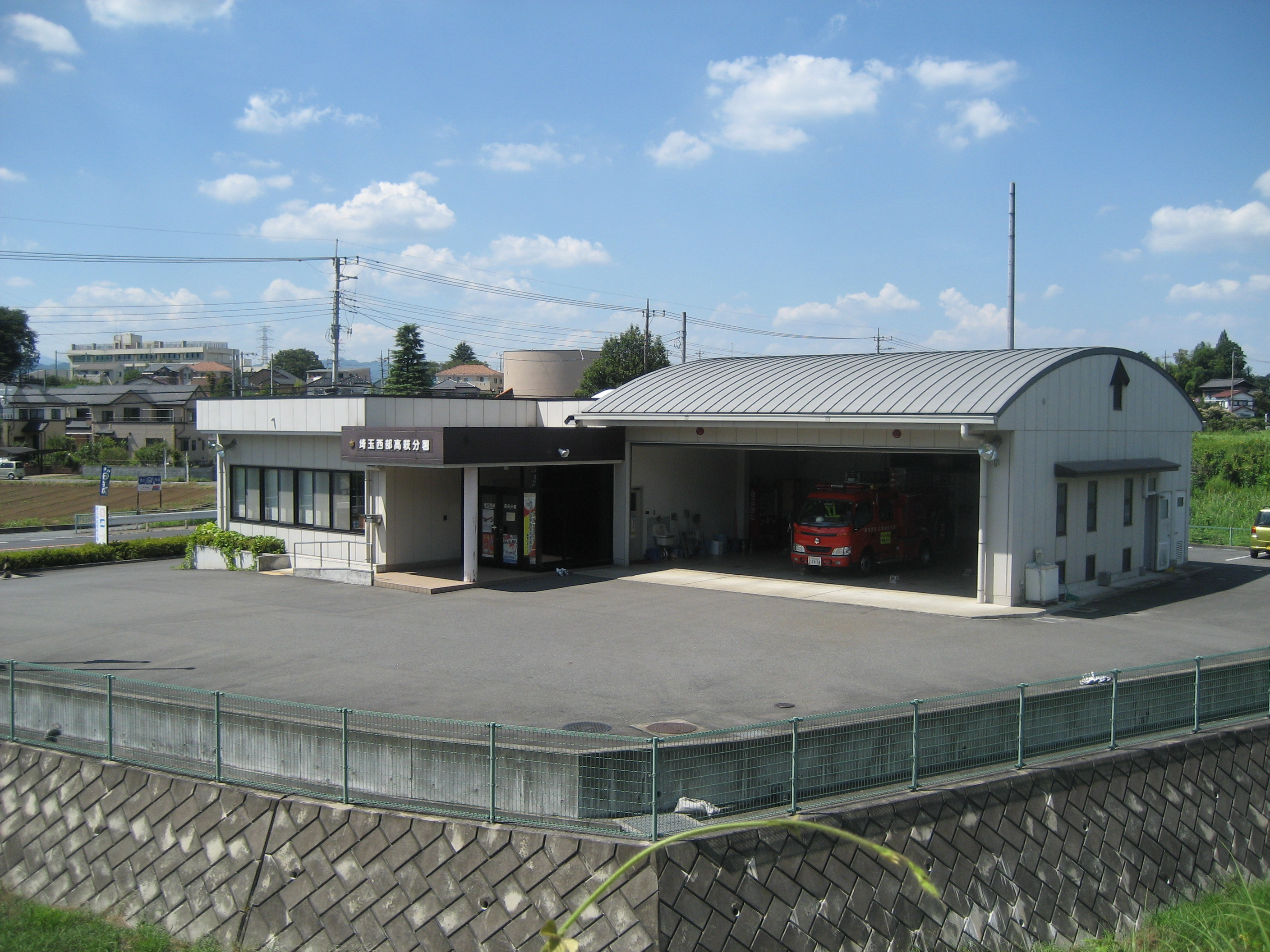
高萩分署